# Brokdammlöpare
Brokdammlöpare (Acupalpus parvulus) är en skalbaggsart som först beskrevs av Sturm 1825.  Brokdammlöpare ingår i släktet Acupalpus, och familjen jordlöpare. Arten är reproducerande i Sverige.